# The Wildcat (film fra 1917)
The Wildcat er en amerikansk stumfilm fra 1917 af Sherwood MacDonald.

## Medvirkende
- Jackie Saunders som Bethesda Carewe
- Daniel Gilfether som Roger Carewe
- Mollie McConnell som Mathilda Carewe
- Arthur Shirley som Morftimer Hunt
- Nell Holman som Mollie